# Mariusz Niewiadomski
Mariusz Niewiadomski (ur. 26 kwietnia 1959 w Nosówku) – polski piłkarz występujący na pozycji napastnika.

## Życiorys
Rozpoczął swoją karierę piłkarską w 1977 reprezentując barwy Gwardii Koszalin. Dwa lata później przeszedł do Stilonu Gorzów, gdzie został dostrzeżony przez włodarzy Lecha i zaczął grać w Poznaniu od 1981 roku. Już w pierwszym roku gry na Bułgarskiej zdobył razem z drużyną Puchar Polski. Zaś później, dwa lata z rzędu, Mistrzostwo Polski i kolejny krajowy puchar. Jeszcze raz w 1988 roku sięgnął z Kolejorzem po swoje trzecie trofeum Pucharu Polski. Podczas przygody z Lechem rozegrał 176 meczów w I lidze oraz strzelił 27 bramek. W tym samym roku przeniósł się do Australii, gdzie grał w Polonia Adelaide SC, w której barwach zdobył 16 goli. Już 1989 roku powrócił do Polski i rozpoczął grę w Polonii Kępno, a na wiosnę 1990 roku w Szczecinie, grał w tamtejszej Pogoni. Jesienią znowu opuścił kraj i wyjechał do Szwecji. Tam reprezentował barwy Vasalunds IF. W 1991 roku grał już w izraelskim Hapoel Tel Awiw. W sezonie 1992/93 grał już w II ligowym Sokole Pniewy, a w następnym reprezentował barwy pierwszoligowego beniaminka – Wartę Poznań, w której rozegrał 32 mecze i strzelił 2 bramki. W 1994 roku zakończył swoją karierę piłkarską.
Razem na pierwszoligowych boiskach wystąpił w 208 meczach i 29 razy trafił do bramki rywali. Grał również półamatorsko w drużynie oldbojów Lecha Poznań. Zajmował się też pracą trenerską, pracował w nieistniejącym już klubie Poznań 2000, oraz TS Nordenia Dopiewo. Był dyrektorem gorzowskiego klubu Stilon.